# The Get Up Kids
The Get Up Kids är ett amerikanskt indieband från Kansas City, Missouri. Gruppen bildades 1995 och var tongivande i den emoscen som växte fram under 1990-talets andra hälft. 

## Medlemmar
Nuvarande medlemmar
- Matt Pryor – sång, rytmgitarr (1995-2005, 2008-idag)
- Jim Suptic – sologitarr, bakgrundssång (1995-2005, 2008-idag)
- Rob Pope – elbas (1995-2005, 2008-idag)
- Ryan Pope – trummor, slagverk (1996-2005, 2008-idag)
- James Dewees – keyboard, bakgrundssång (1999-2005, 2008-idag)

Tidigare medlemmar
- Thomas Becker – trummor, slagverk (1995)
- Nathan Shay – trummor, slagverk (1996)

Turnerande medlemmar
- Nate Harold – bas (2010)
- Dustin Kinsey – keyboard (2011)

## Diskografi
Studioalbum
- 1997 - Four Minute Mile
- 1999 - Something to Write Home About
- 2002 - On a Wire
- 2004 - Guilt Show
- 2011 - There Are Rules

Livealbum
- 2005 - Live! @ The Granada Theater

EP
- 1997 - Woodsor
- 1999 - Red Letter Day
- 2004 - iTunes Sessions EP
- 2010 - Simple Science

Singlar
- 1996 - Shorty
- 1997 - A Newfound Interest in Massachusetts
- 1999 - Ten Minutes
- 2000 - Action & Action
- 2002 - Wouldn't Believe It
- 2011 - Automatic